# Vigevano
Vigevano (Avgevan en llombard) és un municipi llombard, situat a la província de Pavia i actualment sota administració de la República Italiana. L'any 2007 tenia 60.071 habitants.

## Fills il·lustres
- Giovanni Andrea Bussi (1417-1475), humanista
- Eleonora Duse (1858-1924), actriu de teatre.